# 금융서비스
금융서비스(영어: Financial services)는 신용협동조합, 은행, 신용 카드, 보험, 회계, 소비자 금융, 종합증권, 투자펀드, 부동산펀드, 일부 정부보증을 포함하여 돈을 관리하는 여러 단체를 아우르는, 금융산업이 제공하는 서비스이다.

## 역사
금융 서비스의 영어 낱말 financial services라는 용어는 1990년대 말에 그램-리치-블라일리 법(금융서비스현대화법)이 제정되면서 미국에서 더 우세한 모습을 보이게 되었는데, 미국 금융 서비스 산업에서 운영되는 여러 종류의 기업들이 당시 합병을 가능하게 만들어 주었다.

## 외부 교환 서비스
외부 교환 서비스는 전 세계의 수많은 은행과 전문 외부 교환 회사가 제공한다. 외부 교환 서비스는 다음을 포함한다:
- 환전
- 전신 송금(wire transfer)
- 송금(remittance)

## 투자 서비스
- 자산 관리
- 헤지 펀드 관리
- 커스터디 서비스(custody service)

## 기타 금융 서비스
- 직불 카드
- 신용 카드 기기 서비스 및 네트워크
- 고문 업무
- 사모 펀드
- 벤처 캐피털
- 에인절 투자
- 복합 기업
- 금융 시장 공익사업
- 부채 탕감

## 같이 보기
- 재테크

## 추가 문헌
- Porteous, Bruce T.; Pradip Tapadar (December 2005). 《Economic Capital and Financial Risk Management for Financial Services Firms and Conglomerates》. Palgrave Macmillan. ISBN 1-4039-3608-0.